# Ольдерогге, Дмитрий Алексеевич
Дми́трий Алексе́евич Ольдеро́гге (23 апреля [6 мая] 1903, Вильна — 30 апреля 1987, Ленинград) — советский африканист, этнограф, историк и лингвист, один из основателей африканистики в СССР и организатор музейного дела; член-корреспондент АН СССР (1960). Автор трудов по египтологии, истории, этнографии (системы родства), культуре, искусству и языкам народов Тропической Африки.

## Биография
Родился в семье офицера Алексея Ольдерогге, представителя знатного голштинского рода, подарившего России многих военных и гражданских специалистов, и Глафиры Шульц, дочери старшего врача Санкт-Петербургского почтамта. Племянник Владимира Ольдерогге.

С 1906 г. проживал в Санкт-Петербурге. Поступив в 1912 г. в Первый кадетский корпус, закончил там шесть классов.
В 1919 г. бежал за границу отец, что вынудило Дмитрия браться за самую разную работу и бессистемно получать дополнительное образование.
В 1920 г. Ольдерогге вступил в ряды Красной Армии, где проходил службу в статистическом отделении штаба одной из воинских частей и в боевых действиях не участвовал. За два года он дослужился до помначштаба и от своей части был направлен на учёбу в Петроградский университет (этнолого-лингвистическое отделение факультета общественных наук).

По собственному признанию, основным интересом Ольдерогге были законы общественного и исторического развития — происхождение государства и др. Он планировал заниматься этой проблематикой на ассирийском материале, однако отсутствие на тот момент в университете такой специализации привело его в египтологию.
Вскоре после окончания университета в 1925 г. Дмитрий, назначенный научным сотрудником 2-го разряда отдела Африки Академического музея антропологии и этнографии (ныне Кунсткамера), приобрёл ещё одну специализацию.
Профессор ЛГУ, видный этнограф Лев Штернберг порекомендовал направить его в командировку в Германию, Нидерланды и Бельгию для освоения передового зарубежного опыта в области этнологии Африки.
В октябре 1927 — апреле 1928 гг. исследователь получил в Западной Европе высококлассную лингвистическую, этнографическую и музееведческую подготовку и в результате стал своего рода посредником между мировой и отечественной африканистикой.
Ближе к концу пребывания в Бельгии Ольдерогге было предложено посетить Бельгийское Конго, однако обстоятельства вынудили его отказаться.

По возвращении в СССР Ольдерогге приступил к созданию советской системы университетского изучения африканских языков и дисциплин, связанных с Африкой (этнографии и пр.). Первым большим опытом стал его курс суахили в Ленинградском Восточном институте. В дальнейшем Ольдерогге стал одним из трёх человек, добившихся включения африканских языков с 1934—1935 учебного года в учебную программу ЛИФЛИ (с 1937 г. — в составе ЛГУ), после чего стал там руководителем цикла преподавания языков банту, включавшего курс суахили, зулу и африканистические дисциплины. За т.н. семито-хамитский цикл преподавания, к которому были отнесены языки хауса и амхара, отвечал Н. В. Юшманов.
Параллельно идёт и движение Ольдерогге вверх по карьерной лестнице. В 1929 г. он стал в Музее антропологии и этнографии (МАЭ) научным сотрудником первого разряда и заведующим отделом Африки, во главе которого оставался до 1986 г. В 1935 г. ему без защиты диссертации присуждается учёная степень кандидата этнографии. С 1936 по 1940 гг. учёный исполнял обязанности заместителя директора Института антропологии и этнографии АН СССР — директора МАЭ.

На фоне массовых репрессий 1930-х гг., помня о своём «неблагонадёжном происхождении», Ольдерогге практически перестал печататься, чтобы не давать своими научными выводами лишних поводов для преследований.
При этом помогал деньгами оказавшемуся в заключении палеоазиатоведу Ерухиму Крейновичу.
В начале Великой Отечественной войны Ольдерогге, имевший звание капитана запаса, некоторое время участвовал в подготовке оборонительных рубежей, состоял в отряде гражданской обороны, занимался ликвидацией последствий бомбардировок Ленинграда зажигательными бомбами. Научную деятельность не прекращал даже в голодную зиму 1941—1942 гг.
В феврале 1942 г. умерла мать африканиста (похоронена в братской могиле на Пискарёвском кладбище).

В августе 1942 г. Ольдерогге вместе со многими другими учёными был эвакуирован в Ташкент, в мае 1944 г. вернулся обратно. Был награждён медалью «За оборону Ленинграда».

В 1944 г. в составе ЛГУ возрождается Восточный факультет. С апреля 1946 г. кафедру египтологии и африканистики факультета (с 1950 г. — кафедра африканистики) бессменно возглавлял Ольдерогге.
В марте 1945 г. Ольдерогге защитил докторскую диссертацию на соискание учёной степени доктора исторических наук по теме «Кольцевая связь родов или трёхродовой союз (gens triplex)», которая так и не была опубликована полностью из-за недовольства влиятельных научных функционеров степенью идеологической выдержанности работы.
В 1953 г. труд Ольдерогге был отмечен высшей наградой СССР — орденом Ленина.
Период со второй половины 1950-х по конец 1960-х гг. ознаменовался для исследователя, долгое время не покидавшего пределов СССР, многочисленными рабочими поездками за рубеж. В его карьере на это время приходится абсолютный пик прямого общения с иностранными коллегами.
Первой после многолетнего перерыва заграничной командировкой стал визит в США в 1956 г. с целью участия в V Международном конгрессе антропологических и этнографических наук в Филадельфии. В следующем году Ольдерогге посетил Мюнхен, где выступил на 24-м конгрессе востоковедов.
В 1958 г. он был приглашённым профессором в Варшавском и Краковском университетах в Польше
На 1958—1960 гг. приходится интенсивная работа Ольдерогге в стране его первоначальной специализации — Египте. Так, в 1958 г. он посетил целый ряд египетских музеев, понаблюдал за современным укладом жизни в разных населённых пунктах, а также принял участие в праздновании 50-летнего юбилея Каирского университета и много общался с местными представителями исторической науки. В 1960 г. Ольдерогге вместе с Б. Б. Пиотровским определял места в Египетской Нубии, где будущей советской экспедиции надлежало провести археологические раскопки перед затоплением района в рамках строительства Асуанской ГЭС.
По инициативе И. И. Потехина Ольдерогге предлагалось стать заместителем директора вновь создаваемого Института Африки, однако он отказался. Он всё-таки вошёл в первый состав учёного совета института, куда, впрочем, больше не переизбирался.

В 1960 г. африканист был избран членом-корреспондентом АН СССР (отделение литературы и языка).
Впоследствии он неоднократно участвовал в выборах в действительные члены Академии, но звание академика так и не получил. Несмотря на это, даже статус члена-корреспондента был очень важен для представляемой им дисциплины, поскольку Ольдерогге до начала 1980-х оставался единственным африканистом с таким высоким положением в системе советской науки. (В 1981 г. членом-корреспондентом стал директор Института Африки А. А. Громыко).
Весьма насыщенным в плане поездок за рубеж оказался 1961 г. Тогда Ольдерогге успел поработать приглашённым профессором в Сорбонне и впервые оказаться в Западной Африке.
В марте Ольдерогге посетил Сенегал. Там он по поручению АН СССР наладил ряд научных контактов, занимался работой по линии Советской ассоциации дружбы с народами Африки и встретился с президентом Сенегала Леопольдом Сенгором, проявившим живой интерес как к советской африканистике, так и к исследованиям, проводившимся непосредственно Ольдерогге.
Визит в Мали в том же месяце аналогично проходил в составе делегации Советской ассоциации дружбы с народами Африки. Кроме того, учёный смог ознакомиться с работой центра малийской науки — исследовательского института в Бамако.
С декабря 1963 по март 1964 г. Ольдерогге руководил советской лингвистической экспедицией в Мали. Визит учёных состоялся по приглашению местного правительства для оказания содействия в разработке письменностей для наиболее крупных языков республики (бамана, фула, сонгай, к которым впоследствии прибавились тамашек и хассания — местная разновидность арабского языка). За время экспедиции её участники собрали большой фонетический материал, на основании которого можно было делать соответствующие рекомендации о передаче тех или иных звуков с помощью французской графики.

Впоследствии, в 1966 г., когда в Бамако (столица Мали) под эгидой ЮНЕСКО проводилась конференция экспертов по стандартизации алфавитов для национальных языков Африки, в ней от Советского Союза принимала участие член экспедиции 1963—1964 гг. Виктория Токарская, ученица Ольдерогге.
В сентябре 1964 г. Ольдерогге привлекался к поискам Янтарной комнаты: ему было поручено выехать в Польшу и допросить на предмет местонахождения памятника культуры бывшего гауляйтера Восточной Пруссии Эриха Коха. Предполагалось, что немецкое происхождение и образование африканиста помогут в установлении контакта с допрашиваемым, и, судя по стенограммам бесед, от военного преступника действительно было получено немало интересных сведений, однако поиски комнаты с тех пор всё равно не продвинулись.
В 1966 г. по приглашению ЮНЕСКО Ольдерогге снова посетил Сенегал, где в Дакаре проходил Первый Всемирный Фестиваль негрских искусств. В 1966 году награждён Русским географическим обществом золотой медалью имени Петра Петровича Семёнова.
В 1968 г. в составе делегации советских учёных африканист принял участие в работе VIII Международного конгресса антропологических и этнографических наук в Токио. В том же году он побывал в Эфиопии, где ему была вручёна премия имени Хайле Селассие I.
После 1968 г. у Ольдерогге начались проблемы с выездом за границу — так, например, в 1971 г. сорвалась запланированная поездка в Сенегал. Точные причины такого положения дел неизвестны. По одной версии, в 1968 г. в Японии он позволил себе идеологически невыдержанные высказывания по ситуации вокруг Чехословакии, по другой — всему виной было самовольное посещение африканистом Рима и Лондона вместо возвращения в Москву сразу после визита в Эфиопию.
С начала 1970-х влияние Ольдерогге и его школы на выбор направлений развития советской африканистики стало заметно снижаться ввиду всевозрастающего доминирования Института Африки в Москве.
С другой стороны, данный период времени ознаменовался продолжением международного признания учёного. В 1973 г. он был избран в иностранные (ассоциированные) члены французской Академии наук заморских стран , а в 1975 г. стал членом-корреспондентом Британской Академии.
В 1979 г. в Лейпцигском университете имени Карла Маркса африканист получил медаль «За заслуги перед университетом» в знак признания его заслуг в подготовке научных кадров для ГДР.
На этом этапе карьеры Ольдерогге стал и кавалером престижных советских наград — ордена Трудового Красного Знамени в 1973 г. и ордена Дружбы народов десять лет спустя.
В 1985 г. он был приглашён преподавать в Оксфорд, однако воспользоваться предложением уже не успел, поскольку лечащие врачи настояли на неотложном решении возникших проблем со зрением.
Ольдерогге ушёл из жизни 30 апреля 1987 г. Похоронен на Богословском кладбище Санкт-Петербурга.
Тепло вспоминал о нём Аполлон Борисович Давидсон в мемуарах.

## Семья
Был женат трижды (первый брак — с египтологом Милицей Матье) (1899—1966) — детей у них не было. Во втором браке с Анной Григорьевной Котовой (1905—1976), дочерью академика архитектуры Г. И. Котова — дочь Мария (1930 г.р.), в замужестве Денисова. Третья жена — Ирина Андреевна Осницкая (1932 г.р.), выпускница кафедры африканистики ЛГУ, кандидат филологических наук, научный сотрудник МАЭ. Их сын Михаил (1968 г.р.) — архитектор.

## Вклад в науку
В исследовательской литературе можно встретить мнение, что Ольдерогге за свою продолжительную жизнь написал меньше, чем мог бы. Кроме того, он старался публиковать результаты своей работы не в крупных журналах, а на страницах изданий, которым, по его мнению, цензура уделяла меньше внимания. Несмотря на это, как его исследования, так и его организационная и педагогическая деятельность оставили заметный след в истории отечественной науки.
Видным российским африканистом В. Р. Арсеньевым вклад Ольдерогге был резюмирован как «формирование основы целого научного направления», которое, используя глубокое знание африканских культур, могло перейти к обобщениям более высокого порядка, касающимся «проблем теории первобытного общества, классообразования и становления государства». Также В. Р. Арсеньев подчеркивает важность работы Ольдерогге по подготовке и формированию коллектива, способного решать задачи упомянутого выше нового направления в науке и создание сплоченного коллектива (пусть даже данный коллектив распался после 1991 г. из-за причин социально-экономического характера).

С другой стороны, ведущий научный сотрудник Института Африки РАН В. Р. Филиппов дает фактически противоположную оценку: «Несмотря на энциклопедические познания и большое число учеников, нет оснований считать Д. Ольдерогге создателем оригинальной теории и собственной научной школы».
Известный этнограф, антрополог и африканист В. А. Попов, оценивая роль Ольдерогге в развитии социологии первобытного общества, указывает, что именно ленинградским ученым было впервые введено в научный оборот понятие «эпигамия». Ольдерогге «показал несостоятельность концепции существования патронимии как универсальной формы социальной организации», «последовательно боролся с матриархатом как с марксистской догмой» и «вслед за У. Риверсом и А. Р. Рэдклифф-Брауном, окончательно установил истинное место малайского типа в исторической типологии систем родства».

Ольдерогге участвовал в борьбе и с ещё одним значительным академическим заблуждением — т. н. «хамитской теорией», предполагавшей существование в Африке хамитской языковой семьи, представители которой также якобы имели общие расовые и культурные черты
В 1949 г. данная теория была подвергнута Ольдерогге острой критике в статье «Хамитская проблема в африканистике» (Советская этнография, № 3/1949), где автор продемонстрировал как лингвистическую и антропологическую несостоятельность подхода, так и его дискриминационный характер по отношению к прочим африканцам.
Работа Ольдерогге была одним из первых ударов по «хамитской теории», однако изоляция советской науки от мировой в те годы помешала ленинградскому ученому популяризировать свои взгляды на Западе.
При этом в один год с выходом статьи Ольдерогге американский лингвист Джозеф Гринберг начал публикацию в журнале Southwestern Journal of Anthropology серии статей, посвященных новой классификации африканских языков. Гринбергом была предложена не только критика «хамитской теории» в лингвистике, но и обоснованная альтернатива ей — концепция афразийской семьи языков, прижившаяся в мировой науке. Как следствие, именно усилия Гринберга стали решающими в деле опровержения старых представлений.
Статья же Ольдерогге в итоге имела только локальное значение — так, по мнению африканиста Н. Б. Кочаковой, она стала «стимулом для российских африканистов к изучению путей и условий формирования самобытной государственности в доколониальной субсахарской Африке».
В сфере педагогики Ольдерогге заявил о себе, став одним из пионеров преподавания африканских языков в СССР Он полагал знание африканских языков основой профессии африканиста и неуклонно проводил этот принцип в жизнь.
Кроме того, Ольдерогге во многом обеспечил и необходимую базу для изучения африканских языков — так, в 1961 г. под его редакцией вышел первый суахили-русский, а в 1963 г. — первый хауса-русский словарь.
Специалисты со знанием африканских языков, подготовленные кафедрой под руководством Ольдерогге, изначально составили кадровую основу для школ африканистики, возникавших в других вузах, — ИМО (МГИМО), ИВЯ (ИСАА), УДН. Кроме того, выпускники кафедры из государств соцлагеря играли важную роль в развитии африканских исследований в своих странах.
Ольдерогге выступил основоположником практического и теоретического изучения языков манде в Советском Союзе. С подачи ученого в начале 1960-х гг. на Восточном факультете ЛГУ вели занятия по языкам манинка и бамбара африканские преподаватели, подготовившие первое поколение отечественных специалистов в этой области. Возникшая школа мандеистики продолжает существование на базе СПбГУ и Кунсткамеры и в XXI в.
Значителен вклад Ольдерогге в развитие отечественного музейного дела.
Первые крупные опыты ученого в этой области относятся к 1936 и 1939 гг., когда в Кунсткамере под его руководством были организованы экспозиции «Абиссиния» и «Африка» соответственно. Последняя экспозиция позволила Ольдерогге в полной мере применить знания и навыки, приобретенные в Западной Европе в конце 1920-х гг.
Помимо организации выставок, систематизации и описания единиц хранения МАЭ, учёный активно занимался пополнением музейных коллекций. Так, во время командировок в Мали в 1961 и 1963—1964 гг. им было собрано значительное число предметов материальной культуры. В дальнейшем Ольдерогге содействовал и другим специалистам в доставке в СССР будущих музейных экспонатов, решая вопросы ввоза новых приобретений в СССР по линии МИД и Академии наук.
Осознание значимости музейного дела получило отражение и в педагогических принципах Ольдерогге. Помимо безусловной необходимости знания африканских языков, его подход к подготовке африканистов делал особый акцент на изучении материальной культуры Африки, и его студенты всегда получали интенсивную музейную практику.
Ольдерогге также известен как публикатор исторических источников и фольклорных материалов. Издание арабских источников по средневековой истории Африки, предпринятое по его инициативе, опередило аналогичные зарубежные проекты.
Ольдерогге содействовал и увеличению числа публикаций образцов устного творчества из зарубежных стран на русском языке в качестве председателя редакционной коллегии серии «Сказки и мифы народов Востока» и целого ряда отдельных сборников.

## Избранные авторские публикации
На русском языке
- Малайская система родства // Труда института этнографии, т. 14. М., 1951.
- Основные черты развития систем родства // Советская этнография, 1960, № 6.
- Язык хауса: Краткий очерк грамматики, хрестоматия и словарь. Л.: Издательство Ленинградского университета, 1954
- Народы Африки. М.: Издательство Академии наук СССР, 1954 (один из основных соавторов).
- Искусство народов Западной Африки в музеях СССР. Л., М.: Искусство, 1958.
- Западный Судан в XV—XIX вв.: Очерки по истории и истории культуры. М., Л.: Изд-во Акад. наук СССР, 1960.
- Системы счета в языках народов Тропической и Южной Африки // Africana. Африканский этнографический сборник. XIII. Л.: 1982.
- Эпигамия. М.: Наука, 1983.
- История изучения африканских языков. М.: Наука, 1990 (посмертная публикация).

На иностранных языках
- Die Gesellschaftsordnung Songhais im 15. und 16. Jahrhundert // Afrikanistische Studien. Nr.26 Berlin, 1955.
- Osman dan Fodios Aufstand und seine Bedeutung // Akten des XXIV Orientalistenkongresses, München, 1957.
- The origin of the Hausa language // Men and Cultures. Selected papers of the Fifth International Congress of Anthropological and Ethnological Sciences. Philadelphia: University of Pennsylvania Press, 1960.
- Die Völker Afrikas: ihre Vergangenheit und Gegenwart. 2 Bde. Berlin : Dt. Verl. der Wiss., 1961
- The Art of Africa: Negro Art from the Institute of Ethnography, Leningrad. London: Paul Hamlyn, 1969 (with Werner Forman).
- Eine Swahili-Wortliste aus dem Jahre 1811 aus den handschrif tlichen Materialien von Admiral Krusenstern//Wort und Religion. Kalima na dini. Ernst Dammann zum 65. Geburtstag. Stuttgart: Evangelischer Missionsverlag, 1969.
- The Hamitic Problem in Africanistics // African Notes: Bulletin of African Studies. Univ. of Ibadan. Vol. Vll, № I, 1971.
- L’Armenie et L’Ethiopie au IV siecle (a propos des sources de 1’alphabet Armenien) // IV Congresso Internazionale di Studi Etiopici (Roma, 10-15 Aprile 1972). Tomo I. Roma: Aacademia Nazionale Del Linzei, 1974.
- Sprache und gesellschaft in Afrika. Aspekte der Kulturgeschichte // Sozialer Wandel in Afrika und die Entwicklung von Formen und Funktionen afrikanischer Sprachen. Berlin: Akad.-Verlag, 1980.
- Migration and Ethnic and Linguistic Differentiations // General History of Africa. Volume I. UNESCO, 1981.